# Bailliage de Frienisberg
1536–1798
Le bailliage de Frienisberg est un bailliage du canton de Berne qui a été créé à la suite de la sécularisation des biens de l'abbaye de Frienisberg en 1528.

## Histoire
Les basses justices de Rapperswil, Seedorf, Baggwil, Lobsigen et Büetigen qui appartiennent au couvent de Frienisberg et qui ont été confiées au bailli d'Aarberg en 1365, passent au bailliage de Frienisberg lors de sa création.
En plus des propriétés de Frienisberg, Meikirch (dont la basse justice appartient à des particuliers) fait partie du bailliage dès sa création. Selon les sources, la basse justice passe en partie ou en intégralité à la ville de Berne en 1550 ou en 1555.

## Baillis
Les baillis sont les suivants :
- 1724-1730 : Hans Georg von Muralt[2] ;
- 1771-1777 : Rudolf Stettler[3].